# Lomographa semiclarata
Lomographa semiclarata là một loài bướm đêm trong họ Geometridae.